# Microsoft Skype Division
Microsoft Skype Division désigne le département de la société Microsoft issu du rachat de l'entreprise Skype Technologies en mai 2011.

## Historique
À l'origine, Microsoft Skype Division est l'entreprise Skype Technologies. Skype Technologies est fondée par le suédois Niklas Zennström et le danois Janus Friis en 2003. À cette époque, c'est une entreprise de télécommunications indépendante basée au Luxembourg et principalement connue pour son logiciel de VoIP Skype.

### eBay
Le 12 septembre 2005, Skype Technologies annonce son rachat par eBay pour 2,6 milliards de dollars (soit 2,1 milliards d'euros), moitié en argent, moitié en actions (soit 32,4 millions d'actions eBay), avec 1,5 milliard de dollars supplémentaires payables en 2008 ou 2009, en actions ou en argent, en fonction des performances de Skype. Soit un total envisageable (si les résultats sont tenus) de 4,1 milliards d'euros pour la société luxembourgeoise, créée en 2002.
Les fonctionnalités de Skype seront intégrées au site d'enchères d'eBay permettant ainsi de « rationaliser et améliorer les communications entre les acheteurs et les vendeurs [...] : les acheteurs pourront aisément parler aux vendeurs et obtenir les informations qu'ils souhaitent pour se décider à acheter. Les vendeurs pourront plus facilement construire leur relation avec les clients et conclure leur transaction » si l'on en croit un communiqué de presse du nouvel acquéreur.
Cet apparent optimisme n'est pourtant pas partagé par tous les analystes économiques, ainsi Mark Main, analyste chez Ovum affirme à l'agence Associated Press « qu'eBay aurait pu développer sa propre plate-forme de communication et de messagerie, ou même en acheter une bien moins chère que ce qu'elle débourse pour Skype », poursuivant en disant que « si eBay paye cette somme principalement pour la base d'utilisateurs de Skype et sa marque, c'est un investissement risqué. »
En 2009, eBay vend une participation majoritaire dans Skype Technologies à un groupe d'investisseurs parmi lesquels figurent Silver Lake, Canada Pension Plan Investment Board et Andreessen Horowitz. En 2010, Skype Technologies est cédée à ce groupe d'investisseurs.

### Microsoft Skype Division
Le 10 mai 2011, Microsoft annonce le rachat de Skype Technologies pour 8,5 milliards de dollars en numéraire, dette incluse.
Google, Facebook et Cisco étaient sur les rangs pour le rachat. Ils privilégiaient la formation d'une coentreprise en déboursant de 3 à 4 milliards d'euros.

## Optimisation fiscale
Les révélations opérées par la presse lors du scandale des Luxembourg Leaks mettent au jour une stratégie d'évitement de l'impôt par Skype. Avec l'aide de l'entreprise d'audit Ernst & Young, au moyen d'un montage fiscal sur le versement entre filiales de droits de propriété intellectuelle impliquant une filiale en Irlande (Skype Limited) et deux entités au Luxembourg (Skype Communications et Skype Technologies) et enfin grâce à un rescrit fiscal obtenu en 2005 auprès de l'administration fiscale luxembourgeoise, l'entreprise évite 95 % d'impôts sur ses revenus centralisés au Luxembourg,.

## Partenariat avec Digium
En mai 2011, Microsoft Skype Division annonce la fin de son partenariat avec la société Digium, dont la solution permettait l'interopérabilité de la plateforme téléphonique libre Asterisk avec le réseau Skype par l'utilisation d'un logiciel propriétaire. Selon un partenaire Microsoft, cette décision ne serait pas liée au rachat de Skype par Microsoft. Par la voix de son leader Richard Stallman, les tenants du logiciel libre considèrent cette transaction comme anecdotique, Skype demeurant un logiciel privateur.

## Politique

### France
Après recommandation par le secrétariat général à la défense nationale, l'utilisation de Skype est interdite en septembre 2005 dans le secteur public, dont les administrations, les universités, les laboratoires de recherche ou les grandes écoles.

### États-Unis
En mai 2006, la commission fédérale des communications demande l'application de la CALEA (en) sur l'écoute téléphonique des réseaux téléphonique numérique. À cette époque, Skype refusait de se conformer à la CALEA.
Dans un document confidentiel publié par le site web Cryptome, Microsoft explique en février 2010 ses méthodes de surveillance sur toutes ses plates-formes en ligne afin de se conformer à la CALEA. Cryptome publie à cette occasion des documents confidentiels sur la politique de surveillance de plusieurs acteurs, dont Skype, Facebook ou MySpace. En février 2011, le FBI est à l'initiative d'un processus visant à pousser le congrès des États-Unis à élargir la CALEA et les lois sur la surveillance électronique.